# Asociación Española de Clubes de Waterpolo
La Asociación Española de Clubes de Waterpolo, también conocida como WPA -pronunciado "guapa"-, es una asociación deportiva que aglutina a los clubes españoles de División de Honor masculina a fin de defender sus intereses, coordinar sus actividades. Tiene su sede en Barcelona, la ciudad donde en 1907 se empezó a jugar a waterpolo en España, y que residen el mayor número de clubs y waterpolistas del país.

## Los Clubes WPA
Los doce clubs que compiten en la División de Honor de la Liga Nacional de Waterpolo en la temporada 2011-12 son:
- Centre Natació Mataró Quadis, de Mataró (Cataluña).
- Club Esportiu Mediterrani, de Barcelona (Cataluña).
- Club Natació Barcelona, de Barcelona (Cataluña).
- Club Natació Atlètic-Barceloneta, de Barcelona (Cataluña).
- Club Natació Sant Andreu, de Barcelona (Cataluña).
- Real Canoe Natación Club, de Madrid (Comunidad de Madrid).
- Club Natació Sabadell, de Sabadell (Cataluña).
- Club Natació Terrassa, de Tarrasa (Cataluña).
- Club Deportivo Waterpolo Navarra, de Pamplona (Navarra).
- Club Natació Catalunya, de Barcelona (Cataluña).
- Club Natació Montjuïc, de Barcelona (Cataluña).
- Club Deportivo Waterpolo Turia, de Valencia (Comunidad Valenciana).